# Afrogecko swartbergensis
Afrogecko swartbergensis är en ödleart som beskrevs av  Johann Wilhelm Haacke 1996. Afrogecko swartbergensis ingår i släktet Afrogecko och familjen geckoödlor. Inga underarter finns listade i Catalogue of Life.